# آن هنريكسون
آن هنريكسون (بالإنجليزية: Ann Henricksson) مواليد 31 أكتوبر 1959، هي لاعبة كرة مضرب أمريكية سابقة بدأت مسيرتها كمحترفة سنة 1981، اعتزلت اللعب في 1994.

## النهائيات

### الفردي (الوصافة 3)
| الحصيلة | الرقم | التاريخ    | الدورة                   | الفئة | الأرضية | المنافس             | النتيجة       |
| ------- | ----- | ---------- | ------------------------ | ----- | ------- | ------------------- | ------------- |
| الوصافة | 1     | 1984-11-19 | بطولة سيدني للتنس، سيدني |       | عشبية   | مارتينا نافراتيلوفا | 1–6, 1–6      |
| الوصافة | 2     | 1986-03-24 | أريزونا، فينيكس          |       | صلبة    | بيت هير             | 0–6, 6–3, 5–7 |
| الوصافة | 3     | 1989-02-27 | سان أنطونيو              |       | صلبة    | شتيفي غراف          | 1–6, 4–6      |

### الزوجي
|   | التاريخ    | الدورة                  | الفئة | الأرضية | الشريك             | المنافسون في النهائي            | النتيجة       |  |
| 1 | 1988-01-04 | بطولة سيدني للتنس سيدني |       | عشبية   | كريستيان جوليساينت | كلوديا كوده-كيليش هيلينا سيكوفا | 7–6, 4–6, 6–3 |  |
| 2 | 1988-04-18 | تايوان                  |       | سجاد    | باتي فينديك        | بليندا كوردويل جولي ريتشاردسون  | 6–2, 2–6, 6–2 |  |
| 3 | 1988-07-18 | سكنيكتادي               |       | صلبة    | جولي ريتشاردسون    | ليا أنتونوبليس كامي ماكجريجور   | 6–3, 3–6, 7–5 |  |

## روابط خارجية
- آن هنريكسون على موقع رابطة محترفات التنس (الإنجليزية)
- آن هنريكسون على موقع الاتحاد الدولي لكرة المضرب (الإنجليزية)
- آن هنريكسون على موقع خلاصة التنس.كوم (الإنجليزية)